# Fachanwalt für gewerblichen Rechtsschutz
Der Fachanwalt für gewerblichen Rechtsschutz wurde von der Satzungsversammlung der Bundesrechtsanwaltskammer (BRAK) eingeführt. Rechtsanwälte können diesen Titel erwerben, wenn sie entsprechende fachliche Kenntnisse nach § 14h der Fachanwaltsordnung  (üblicherweise durch erfolgreiches Bestehen eines sog. Fachanwalts-Lehrgangs) und eine nach § 5 Abs. 1 lit.o FAO vorgegebene Mindestanzahl von tatsächlich bearbeiteten Fällen nachweisen können.
Nach § 14 h der Fachanwaltsordnung sind besondere Kenntnisse im gewerblichen Rechtsschutz in folgenden Bereichen nachzuweisen:
- 1. Patent-, Gebrauchsmuster-, Geschmacksmuster- und Sortenschutzrecht,
- 2. Recht der Marken und sonstigen Kennzeichen,
- 3. Recht gegen den unlauteren Wettbewerb,
- 4. Recht der europäischen Patente, Marken und Geschmacksmuster sowie des europäischen Sortenschutzrechts,
- 5. Urheberrechtliche Bezüge des gewerblichen Rechtsschutzes,
- 6. Verfahrensrecht und Besonderheiten des Prozessrechts.

Nach § 5 Abs. 1 lit.o FAO muss die Bearbeitung von 80 Fällen  aus mindestens drei verschiedenen Bereichen des § 14h Nr. 1 bis 5 nachgewiesen werden, wobei auf jeden dieser drei Bereiche jeweils mindestens 5 Fälle entfallen müssen. Höchstens fünf Fälle dürfen Schutzrechtsanmeldungen sein, wobei eine Sammelanmeldung als eine Anmeldung zählt. Mindestens 30 Fälle müssen rechtsförmliche, davon mindestens 15 gerichtliche Verfahren sein.

## Statistik
Zum 1. Januar 2024 sind 1.364 Fachanwälte für gewerblichen Rechtsschutz in Deutschland zugelassen.